# Plan Campus
Le plan Campus ou opération Campus est un projet du gouvernement Fillon annoncé en janvier 2008 par la ministre de l'Enseignement supérieur et de la Recherche, Valérie Pécresse.
Il a pour objectif de faire émerger en France douze pôles universitaires d’excellence de niveau international, grâce à des dotations exceptionnelles. Les projets rassemblaient en général plusieurs universités regroupées dans un PRES.

## Chronologie
Le 29 novembre 2007, le président de la République Nicolas Sarkozy déclare lors d’un entretien télévisé que le produit de la vente de 3 % du capital d’EDF (environ 5 milliards d’euros) servirait à financer le « plan Campus ». Le cahier des charges et le calendrier sont présentés en conseil des ministres le 6 février 2008.
Le comité s’est vu présenter 46 dossiers et en a alors retenu six : Bordeaux, Lyon, Strasbourg, Montpellier, Grenoble, et Toulouse. Pour la seconde vague, vingt dossiers ont été déposés, et quatre retenus: Aix-Marseille, les campus de Condorcet et de Saclay ainsi que Paris intra-muros.
Au mois de novembre 2008, le détail des projets a été présenté (pour ceux de la première vague) et validé sauf pour celui de Toulouse. Ce dernier ainsi que ceux de la seconde vague ont été validés en février 2009.
Dans le cadre du plan de relance qui a suivi la crise financière de 2007-2009, les sites de Nancy-Metz et de Lille s’ajoutent en décembre 2008, mais le financement de ces deux campus passera par un circuit différent.
En septembre 2009, tous les montants étaient annoncés. Les appels d’offres devraient avoir lieu en septembre 2010 et les travaux débuter vers mi-2012.
Parmi les dossiers non retenus, il a été attribué des labels « campus prometteur » et « campus innovant ». Pour ces campus, les aides représentent 250 millions d’euros.
Le projet de loi de finances rectificative de 2010, instituant les investissements d'avenir, attribue 1,3 milliard d’euros à l’opération (la vente des actions d’EDF n’a rapporté que 3,7 milliards).
En 2018, la Cour des comptes pointe que l'opération, loin d'être achevée, a été marquée par des difficultés de financement notamment à cause de la complexité des partenariats public-privé.

## Sélection des projets
Les projets ont été déposés par les universités en 2008. Ils ont été sélectionnés par un comité de huit membres venus du monde de l’université, de la recherche et de l'entreprise: 
- Guy Aubert, physicien, ancien directeur général du CNRS;
- Françoise Benhamou, économiste;
- Hubert Blanc, conseiller d'État honoraire;
- Catherine Cesarsky, astrophysicienne;
- Jean-Lou Chameau, président de Caltech (Los Angeles);
- Jacques Glowinski, chercheur à l'INSERM;
- Robert Lacroix, ancien président de l'université de Montréal;
- Gilles Pélisson, directeur général du groupe Accor.

Les dossiers de candidature ont dû suivre un cahier des charges et recourir à des opérations de partenariat public-privé (PPP) en matière d’investissement et de gestion immobilière.
Les dossiers furent jugés selon quatre critères:
- L’ambition pédagogique et scientifique,
- l’urgence de la situation immobilière,
- le développement d'une vie de campus,
- la cohérence du projet vis-à-vis du territoire concerné.

## Détails des campus
| Campus                                                       | Établissements concernés | Dotation attribuée (millions d’euros) |
| ------------------------------------------------------------ | --- | ------------------------------------- |
| Aix-Marseille                                                | PRES Aix-Marseille Université | 500                                   |
| Bordeaux                                                     | PRES Université de Bordeaux | 475                                   |
| Condorcet                                                    | École des hautes études en sciences sociales, École pratique des hautes études, universités Paris-I, Paris-VIII, Paris-XIII et l'École nationale des chartes | 450                                   |
| Grenoble                                                     | Universités Grenoble-I, Grenoble-II, Grenoble-III avec Grenoble INP et Institut d'études politiques de Grenoble | 400                                   |
| Lille                                                        | Universités Lille-I, Lille-II, Lille III, d’Artois, du Littoral, de Valenciennes et École centrale de Lille | 110                                   |
| Lyon                                                         | PRES Université de Lyon | 575                                   |
| Montpellier                                                  | PRES Sud de France | 325                                   |
| « Campus lorrain »                                           | PRES Nancy-Université et Université de Metz | 70                                    |
| Paris                                                        | \| PRES Sorbonne Paris Cité \| 200 \| \| CROUS de Paris et Cité internationale universitaire de Paris \| 200 \| \| PRES Sorbonne Universités \| 130 \| \| PRES Hautes Études-Sorbonne-Arts et Métiers \| 100 \| \| PRES Paris Sciences et Lettres - Quartier latin \| 70 \| | 700                                   |
| Saclay                                                       | Université Paris-Sud 11, Agro ParisTech, Centrale Paris, Polytech' Paris Sud, ENSAE, ENSTA ParisTech, École polytechnique, HEC Paris, École des mines de Paris, ENS Paris-Saclay, Supélec, École supérieure d'optique, Institut TELECOM, Université de Versailles-Saint-Quentin-en-Yvelines, CEA, CNRS, INRA, INRIA, ONERA, IHES, et Triangle de la physique. Ce projet fait partie des opérations « Grand Paris » et « Investissements d'avenir ». | 850                                   |
| Strasbourg                                                   | Université de Strasbourg | 375                                   |
| Toulouse                                                     | PRES Université de Toulouse | 350                                   |
| PRES Sorbonne Paris Cité                                     | 200 |                                       |
| CROUS de Paris et Cité internationale universitaire de Paris | 200 |                                       |
| PRES Sorbonne Universités                                    | 130 |                                       |
| PRES Hautes Études-Sorbonne-Arts et Métiers                  | 100 |                                       |
| PRES Paris Sciences et Lettres - Quartier latin              | 70 |                                       |

## Réactions
Certains points du plan furent critiqués, comme le fait que le financement soit concentré sur quelques campus et ne soit pas fondé sur des financements récurrents. Ainsi, SUD Étudiant et la TUUD dénoncent un plan qui va creuser les inégalités entre universités. Sans s'opposer au principe du plan Campus, l'UNEF s'inquiète également du sort des établissements oubliés.
Par ailleurs financièrement, le plan est d’ampleur plus faible que les plans équivalents du passé.
Les choix auraient été réalisés essentiellement en fonction de considérations politiciennes et non en fonction des critères énoncés (par exemple la docilité dans la mise en place des PRES).[réf. nécessaire] Le PS déplore que la part du capital d'EDF dépensé ne serve pas à diminuer la dette publique. Il pointe aussi  des choix réalisés en fonction de la seule visibilité internationale et une grande opacité des critères.
Le financement ne se fait pas directement mais via des structures privées et l'argent sera issu de la privatisation d'EDF . En outre « la méthode [...] exclut les instances élues de toute responsabilité dans la définition des projets et des choix. Ceux-ci apparaissent politiciens » selon le SNESUP qui critique dans le même temps des « coupes sombres (sic) dans l'emploi scientifique ».
La Cour des comptes précise que les dotations indiquées seront placées, et que les produits de ces placements reviendront aux campus.
Le plan Campus est particulièrement complexe en région parisienne : alors qu'en province, il s'agit généralement de regrouper des universités situées dans la même ville (ce qui n'empêche toutefois pas que certaines universités soient laissées de côté), à Paris  les alliances se font et se défont en fonction des stratégies des différents établissements. Est ainsi critiquée l'absence de cohérence entre les partenariats des PRES et le plan Campus (certaines universités collaborant dans une des structures mais pas dans l'autre). Le plan Campus pose particulièrement question à la Sorbonne : alors que Paris-I participe à l'opération Condorcet, Paris-III et Paris-IV devraient participer au projet du Quartier latin : la perspective du rassemblement des Sorbonnes s'éloignerait donc un peu plus avec le plan Campus.